# العلاقات الليسوتوية المولدوفية
العلاقات الليسوتوية المولدوفية هي العلاقات الثنائية التي تجمع بين ليسوتو ومولدوفا.

## مقارنة بين البلدين
هذه مقارنة عامة ومرجعية للدولتين:
| وجه المقارنة                                              | ليسوتو                      | مولدوفا                           |
| --------------------------------------------------------- | --------------------------- | --------------------------------- |
| المساحة (كم2)                                             | 32.96 ألف                   | 33.85 ألف                         |
| عدد السكان (نسمة)                                         | 2.23 مليون                  | 2.55 مليون                        |
| الكثافة السكانية (ن./كم²)                                 | 67.66                       | 75.33                             |
| العاصمة                                                   | ماسيرو                      | كيشيناو                           |
| اللغة الرسمية                                             | لغة إنجليزية، اللغة السوتية | اللغة المولدوفية، اللغة الرومانية |
| العملة                                                    | لوتي ليسوتو                 | ليو مولدوفي                       |
| الناتج المحلي الإجمالي (بليون دولار)                      | 2.64 مليار                  | 8.13 مليار                        |
| الناتج المحلي الإجمالي (تعادل القوة الشرائية) بليون دولار | 6.30 مليار                  | 17.94 مليار                       |
| الناتج المحلي الإجمالي الاسمي للفرد دولار أمريكي          | 1.07 ألف                    | 3.65 ألف                          |
| الناتج المحلي الإجمالي للفرد دولار أمريكي                 | 2.64 ألف                    | 4.98 ألف                          |
| مؤشر التنمية البشرية                                      | 0.497                       | 0.693                             |
| رمز المكالمات الدولي                                      | +266                        | +373                              |
| رمز الإنترنت                                              | .ls                         | .md                               |
| المنطقة الزمنية                                           | ت ع م+02:00                 | ت ع م+02:00، ت ع م+03:00          |

## منظمات دولية مشتركة
يشترك البلدان في عضوية مجموعة من المنظمات الدولية، منها:
| علم المنظمة | اسم المنظمة                               | تاريخ انضمام ليسوتو | تاريخ انضمام مولدوفا |
| ----------- | ----------------------------------------- | ------------------- | -------------------- |
|             | البنك الدولي للإنشاء والتعمير             | 25 يوليو 1968       | 12 أغسطس 1992        |
|             | منظمة التجارة العالمية                    | ?                   | ?                    |
|             | المركز الدولي لتسوية المنازعات الاستشارية | 7 أغسطس 1969        | 4 يونيو 2011         |
|             | منظمة حظر الأسلحة الكيميائية              | ?                   | ?                    |
|             | الأمم المتحدة                             | 17 أكتوبر 1966      | 2 مارس 1992          |
|             | منظمة الشرطة الجنائية الدولية             | ?                   | ?                    |
|             | وكالة ضمان الاستثمار متعدد الأطراف        | 12 أبريل 1988       | 9 يونيو 1993         |
|             | يونسكو                                    | 29 سبتمبر 1967      | 27 مايو 1992         |
|             | مؤسسة التنمية الدولية                     | 19 سبتمبر 1968      | 14 يونيو 1994        |
|             | مؤسسة التمويل الدولية                     | 29 سبتمبر 1972      | 10 مارس 1995         |
|             | الاتحاد البريدي العالمي                   | ?                   | ?                    |
|             | الاتحاد الدولي للاتصالات                  | 26 مايو 1967        | 20 أكتوبر 1992       |

## وصلات خارجية
- موقع وزارة الخارجية الليسوتوية
- موقع وزارة الخارجية المولدوفية